# Анабел Медина Гаригес
Ана-Исабел Медина Гаригес  (на испански: Ana Isabel Medina Garrigues) повече известна като Анабел Медина Гаригес е професионална тенисистка от Испания. Анабел започва да тренира тенис на 12- годишна възраст. През 1997 г. започва да се състезава активно в турнирите от ITF-календара. Един от най-големите ѝ успехи датиращи в този етап на кариерата ѝ е титлата от „Ролан Гарос“, спечелена на двойки през 2000 г., когато Анабел си партнира със своята сънароднича Мария Хосе Мартинес Санчес.
В богатата си на отличия професионална кариера, испанската тенисистка има извоювани общо 25 шампионски трофея. Девет от тях са спечелени в мачове на сингъл, а шестнадесет в мачове по двойки. Първата си титла от мачовете организирани от Женската тенис-асоциация, Анабел Медина Гаригес печели през 2001 г., когато на турнира в Палермо надиграва своята сънародничка Кристина Торенс Валеро с резултат 6:4, 6:4. Същият турнир в Палермо, испанската тенисистка печели още три пъти — през 2004 г., когато надиграва във финалния мач Флавия Пенета с 6:4, 6:4, през 2005 г., когато побеждава чешката тенисистка Клара Закопалова с 6:4, 6:0 и през 2006 г., когато се налага над Татяна Гарбин с 6:4, 6:4.
Първата си титла по двойки, испанската тенисистка печели през 2001 г., по време на турнира в мексиканския град Акапулко, където заедно със сънародничката си Мария Хосе Мартинес Санчес побеждават Вирхиния Руано Паскуал и аржентинката Паола Суарес с резултат 6:4, 6:7, 7:5. В пет от тринадесетте си титли по двойки, Анабел си партнира със своята сънародничка Вирхиния Руано Паскул, а в четири от тях с друга испанска тенисистка – Мария Хосе Мартинес Санчес.
В турнирите от Големия шлем, Анабел Медина Гаригес печели две титли по двойки. През 2008 г., по време на „Откритото първенство на Франция“ заедно с Вирхиния Руано Паскуал побеждават Франческа Скиавоне и австралийската тенисистка Кейси Делакуа с 2:6, 7:5, 6:4. Година по-късно през 2009 г., двете се налагат над младите надежди Елена Веснина и Виктория Азаренка с 6:1, 6:1.
На 01.05. 2010 г., по време на турнира в мароканския град Фес във финалния мач на двойки, Анабел Медина Гаригес заедно със своята партньорка Ивета Бенешова побеждават чешкия тандем Луцие Храдецка и Рената Ворачова с резултат 6:1, 6:2.
На 8 май 2010 г., Анабел Медина Гаригес и румънската и партньорка Сорана Кърстя печелят титлата на двойки на престижния турнир „Ещорил Оупън“. Във финалната среща, те преодоляват съпротивата на руската тенисистка Виталия Дяченко и французойката Орели Веди с 6:1, 7:5.
На 25 юли 2010 г., Анабел Медина Гаригес печели шампионската титла на двойки от турнира „Нюрнбергер Гащайн Лейдис“. Във финалната среща, испанската тенисистка заедно със своята чешка партньорка Луцие Храдецка побеждават италианката Татяна Гарбин и Тимеа Бачински от Швейцария с резултат 6:7,6:1,10:5.
На 10 юли 2011 г., Анабел Медина Гаригес печели шампионската титла на двойки от турнира в унгарската столица Будапеща. Във финалната среща, тя си партнира със своята полска колежка Алисия Росолска, заедно с която надиграват Натали Гранден и Владимира Ухлиржова с резултат 6:2 и 6:2.